# Bodashtart

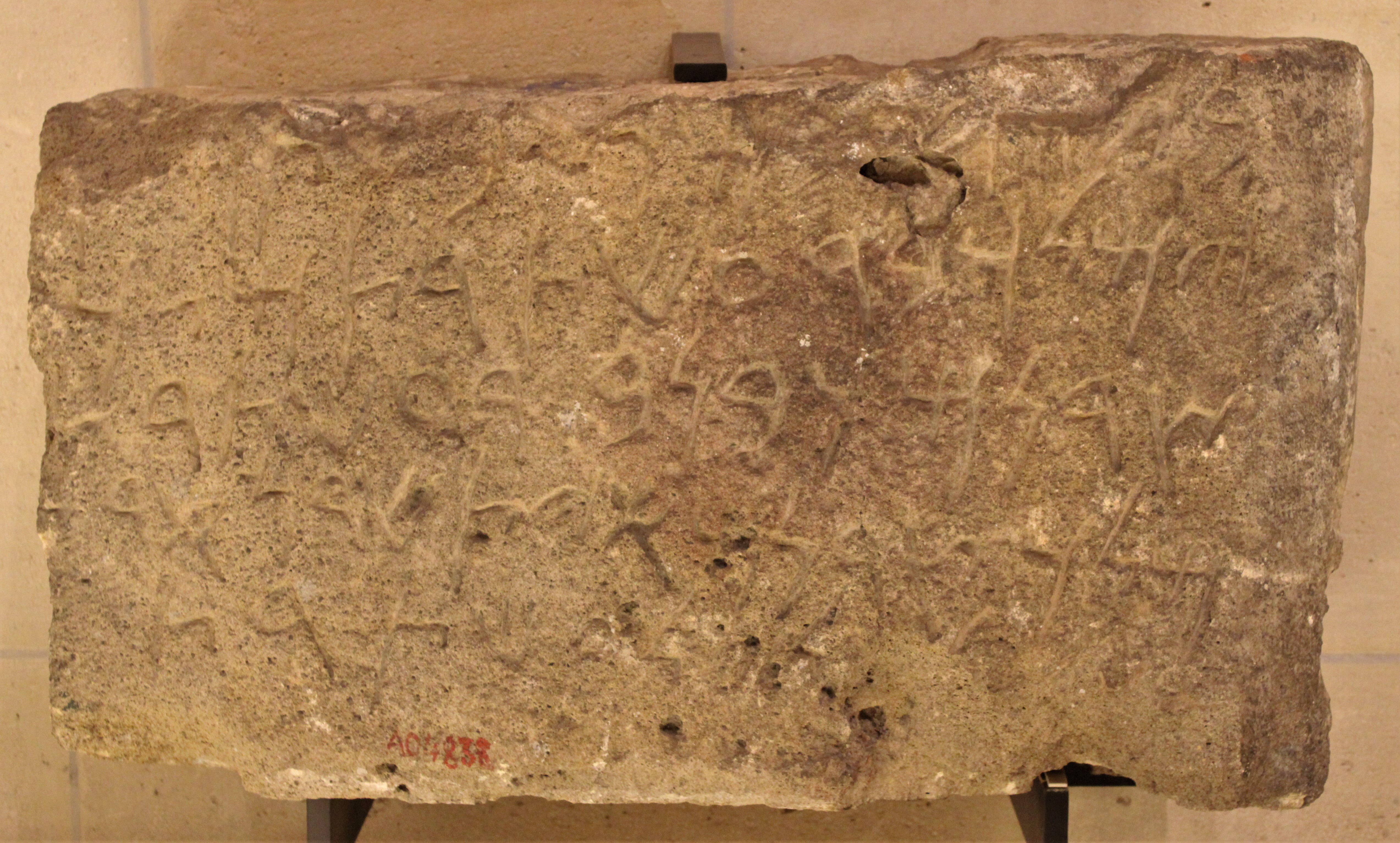
La première inscription Bodashtart connue, connue aujourd'hui sous le nom de CIS I 4, actuellement au Louvre sous le nom AO 4838

Bodashtart (également translittéré Bodʿaštort, signifiant "de la main d' Astarté " était un roi phénicien de Sidon (r. c. 525 – c. 515 BC), le petit-fils du roi Eshmunazar I, et un vassal de l'Empire achéménide. Il a succédé à son cousin Eshmunazar II sur le trône de Sidon et les scientifiques pensent qu'il a été remplacé par son fils et héritier proclamé Yatonmilk.
Bodashtart était un constructeur prolifique et son nom est attesté sur une trentaine d'inscriptions éponymes trouvées au temple d'Eshmun et ailleurs dans l'arrière-pays de la ville de Sidon au Liban. La première découverte des inscriptions de Bodashtart a été faite durant fouilles à Sidon en 1858 et a été donnée au Louvre . Cette inscription remonte à la première année de l'accession de Bodashtart au trône de Sidon et commémore la construction d'un temple à la déesse Astarté. Les inscriptions sur le podium du temple d'Eshmun ont été découvertes entre 1900 et 1922 ; elles sont classées en deux groupes. Les inscriptions du premier groupe, connues sous le nom de KAI 15, commémorent les activités de construction dans le temple et attribuent le travail à Bodashtart. Le deuxième groupe d'inscriptions, connu sous le nom de KAI 16, a été trouvé sur des blocs de restauration de podium; ils attribuent à Bodashtart et à son fils Yatonmilk le projet de construction et soulignent la légitimité de Yatonmilk en tant qu'héritier. L'inscription la plus récemment découverte a été trouvée dans les années 1970 sur la rive de la rivière Bostrenos, non loin du temple d'Eshmun. L'inscription attribue au roi la construction de canaux d'eau pour alimenter le temple durant la septième année de son règne.
Trois des inscriptions du temple Eshmun de Bodashtart ont été laissées en place ; les autres sont préservées dans des musées à Paris, Istanbul et à Beyrouth. Bodashtart a régné pendant au moins sept ans, comme en témoigne l'inscription sur la rive de la rivière Bostrenos. On sait peu de choses sur son règne autre que ce qui a été appris de ses inscriptions dédicatoires.

## Étymologie
Le nom Bodashtart est la forme latinisée du nom phénicien Modèle:Script qui signifie « de la main de Astarte ». Autres orthographes du nom du roi : Bdʿštrt, Bad-ʿAštart, Bodʿashtart, Bodʿastart, Bodaštart, Bodʿaštort, Bodachtart et Bodashtort.

## Chronologie
La chronologie absolue des rois de Sidon de la dynastie d'Eshmunazar I a été discutée longuement dans la littérature scientifique; traditionnellement placées au cours du cinquième siècle, les inscriptions de cette dynastie ont été datées d'une période antérieure sur la base de preuves numismatiques, historiques et archéologiques. L'ouvrage le plus complet traitant des dates des règnes de ces rois de Sidon est écrit par l'historienne française Josette Elayi qui a evité l'utilisation de la chronologie biblique. Elayi a utilisé toute la documentation disponible de l'époque et a inclus des sceaux et des timbres tyriens inscrits, excavés par l'archéologue libanais Maurice Chehab en 1972 à Jal el-Bahr, un quartier au nord de Tyr,,,,, les inscriptions phéniciennes découvertes par l'archéologue français Maurice Dunand à Sidon en 1965 et l'étude systématique des pièces de monnaie sidoniennes qui étaient les premières pièces à porter des dates de frappe dans l'antiquité basées sur les années de règne des rois de Sidon,. Elayi a placé les règnes des descendants d'Eshmunazar I entre le milieu et la fin du sixième siècle. Selon son travail Bodashtart a régné de c. 525 av. J.-C. à c. 515 av. J.-C., .

## Contexte historique
.

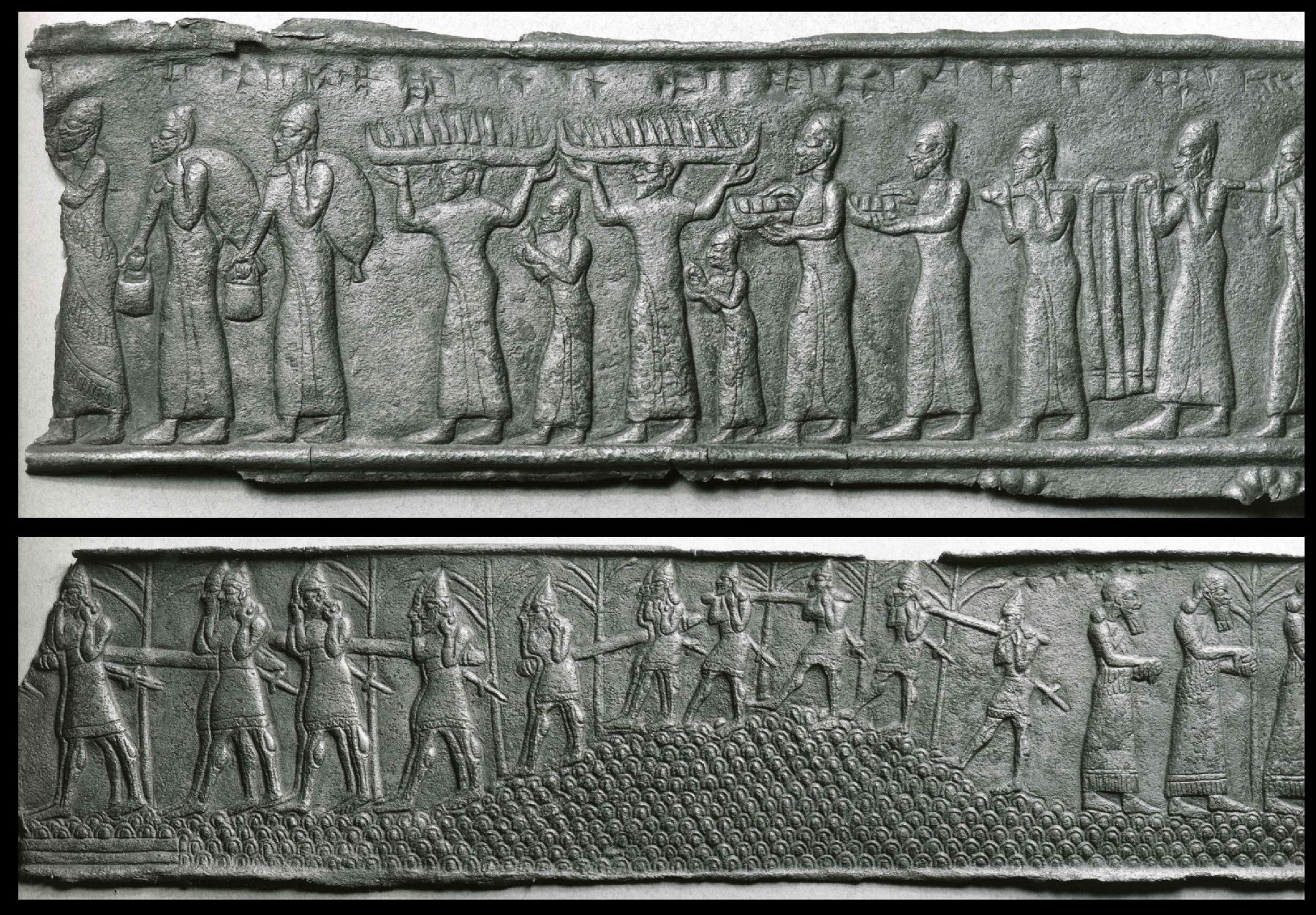
Deux fragments de bronze provenant d'une porte de palais assyrien représentant la collection du tribut des villes phéniciennes de Tyr et de Sidon (859-824 av. J.-C.). Musée britannique

Sidon, qui était une cité-état phénicienne florissante et indépendante, passa sous l' occupation mésopotamienne au IXe siècle av. J.-C. Le roi assyrien Ashurnasirpal II (883–859 av. J.-C.) a conquis la chaîne de montagnes du Liban et ses villes côtières, y compris Sidon. En 705, le roi Sidonian Luli a uni ses forces avec les Egyptiens et Juda dans une rébellion infructueuse contre la règle assyrienne,  mais a été forcé de fuir à Kition avec l'arrivée de l'armée assyrienne dirigée par Sennachérib . Sennachérib installe Ittobaal sur le trône de Sidon et réimpose le tribut annuel. Quand Abdi-Milkutti est monté au trône de Sidon en 680 BC, il s'est également rebellé contre les Assyriens. En réponse, le roi assyrien Esarhaddon captura et décapita Abdi-Milkutti en 677 après un siège de trois ans; Sidon a été dépouillée de son territoire, qui a été donné à Baal I, le roi de Tyr rival et vassal fidèle à Esarhaddon.

Sidon a regagné à son niveau de prospérité tandis que Tyr était assiégée pendant 13 ans (586–573 BC) par le roi chaldéen Nebucadnetsar II. Après la conquête achéménide en 539 av. J.-C., la Phénicie fut divisée en quatre royaumes vassaux: Sidon, Tyr, Byblos et Arwad,. Eshmunazar I, un prêtre d'Astarté et le fondateur de sa dynastie homonyme est devenu le Roi de Sidon autour du temps de la conquête achéménide du Levant . Pendant la première phase du règne achéménide, Sidon a prospéré et a récupéré son ancien statut de chef-lieu de la Phénicie et les rois de Sidon ont commencé un vaste programme de projets de construction à grande échelle attestés dans le sarcophage Eshmunazar II et les inscriptions de Bodashtart,,.

## Sources épigraphiques

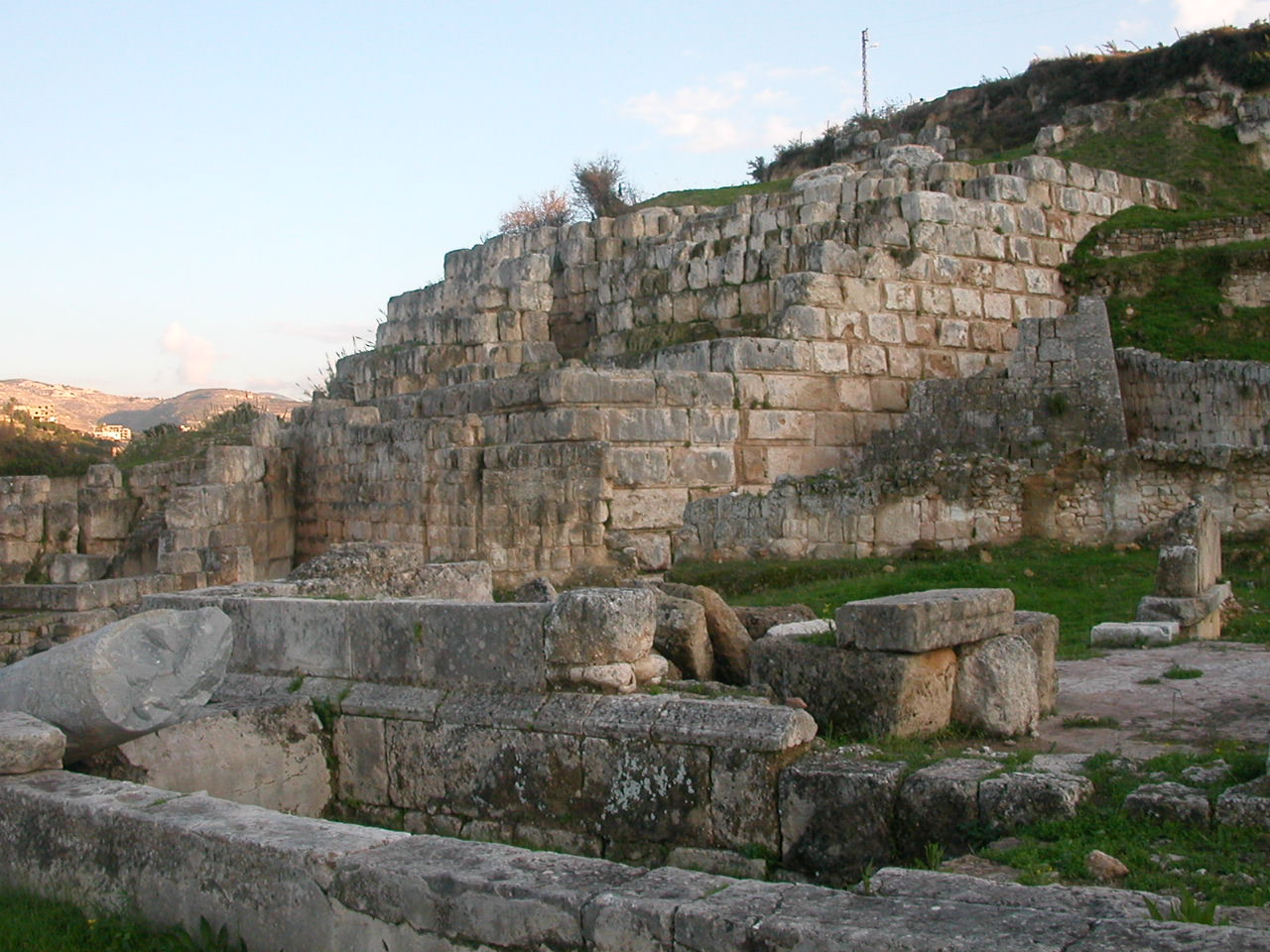
Le podium en pierre au temple d'Eshmun, Bustan el-Sheikh (près de Sidon)

Bodashtart était un constructeur prolifique qui a sculpté ses inscriptions éponymes trouvées au temple d'Eshmun et ailleurs dans l'arrière-pays de la ville de Sidon au Liban. La plus ancienne découverte des inscriptions, connue aujourd'hui sous le nom de CIS I 4, a été trouvée lors de fouilles à Sidon en 1858. Elle a été donnée par l'archéologue français Melchior de Vogüé au Louvre où elle se trouve aujourd'hui.  L'interprétation de l'inscription CIS I 4 fait encore débat; certains érudits interprètent le texte comme une commémoration de la construction d'un temple à Astarté pendant la première année du règne de Bodashtart, tandis que d'autres postulent que le texte enregistre la consécration de la plaine de Sharon au temple de ladite déesse.th of year of his accession
2. to royalty (lit. of his becoming king), of King bod'ashtart
3. King of Sidon, behold, King bod'ashtart
4. King of Sidon built this SRN of the land
5. of the sea for his deity Astarte,,,,,,
Le roi de Sidon a réalisé un vaste projet d'expansion et de restauration du temple d'Eshmun où il a laissé une trentaine d' inscriptions phéniciennes dédicatoires sur le site du temple qui sont divisées en deux groupes appartenant à deux phases de construction distinctes.  La première phase du projet de construction était l'ajout d'un deuxième podium à la base du temple. Pendant cette phase de construction, un premier groupe d'inscriptions (connu sous le nom de KAI 15) a été sculpté sur les pierres de fondation du podium ajouté. Ces inscriptions commémorent le projet de construction et attribuent le travail à Bodashtart seul.  Le deuxième ensemble d'inscriptions (KAI 16) a été placé sur des pierres de restauration du podium connue sous le nom de KAI 16 mentionnent Bodashtart et son fils Yatonmilk et soulignent la légitimité de ce dernier comme héritier,    et lui attribuent une part de crédit pour le projet de construction.   Yatonmilk est censé avoir succédé à Bodashtart au trône de Sidon comme cela est déduit des inscriptions de Bodashtart. Il n'y a aucune autre preuve littéraire ou archéologique existante laissée par Yatonmilk lui-même.

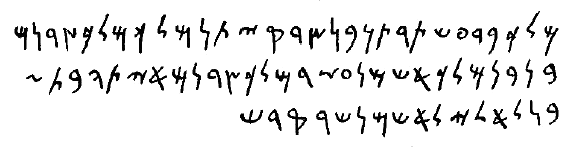
Inscription phénicienne du roi Bodashtart trouvée sur le podium du temple d'Eshmun. Bustan el-Sheikh, Sidon, Il appartient au groupe KAI 16 d'inscriptions Bodashtart qui mentionnent à la fois le roi et son héritier Yatonmilk.

Les inscriptions KAI 15 et KAI 16 ont été extraites du site du temple d'Eshmun entre 1900 et 1922. Trois de ces inscriptions ont été laissées in situ  tandis que le reste a été transféré au Louvre, aux musées d'archéologie d'Istanbul et au musée archéologique de l'université américaine de Beyrouth .
Selon l'archéologue et historien américain Charles Torrey et le bibliste polonais Milik, les inscriptions KAI 15 du Bodashtart commémorent la construction du temple Eshmun et indiquent les noms des quartiers et territoires du royaume de Sidon.   Torrey a interprété l'inscription ainsi: "Le roi, Bad-ʿAštart, roi des Sidoniens, petit-fils du roi ʾEšmunazar, roi des Sidoniens; régnant dans [ou régnant sur] Sidon-sur-la-mer, High-Heavens, [et] le district de Rešep, appartenant à Sidon; qui a construit cette maison comme le nid d'abeille d'un aigle; (il) l'a construite pour son dieu Ešmun, le Saint Seigneur [Prince]. "  
Les inscriptions de KAI 16 Bodashtart indiquaient: "Le roi BDʿŠTRT et le fils légitime (ṣdq), YTNMLK, roi des Sidoniens, petit-fils du roi Eshmunazor, roi des Sidoniens, ont construit ce temple pour le dieu Ešhmun, le saint prince".   Une autre traduction lit: "Le roi Bodashtart et son fils pieux (ou successeur légitime), Yatonmilk, roi des Sidoniens, descendants (bn bn) du roi Eshmunazar, roi des Sidoniens, cette maison il a construit à son dieu, à Eshmun, seigneur / dieu du sanctuaire ".
Un autre inscription in situ a été enregistrée dans les années 1970 par Maurice Chéhab sur la rive de la rivière Bostrenos à 3 km amont du temple d'Eshmun. L'inscription attribue à Bodashtart les installations d'eau du bâtiment pour alimenter le temple et date les travaux à la septième année de son règne, ce qui indique qu'il a régné pendant au moins cette durée.   
En dehors des inscriptions détaillant l'activité de construction de Bodashtart, on sait peu sur son règne.

## Généalogie
Bodashtart était un descendant d'Eshmunazar j'ai de la dynastie. Eshmunazar l'héritier était son fils Tabnit, qui est le père d'Eshmunazar II de sa sœur Amoashtart. Tabnit est mort avant la naissance de Eshmunazar II, et Amoashtart a statué, dans l'intermède jusqu'à la naissance de son fils, puis a été co-régent jusqu'à ce qu'il atteint l'âge adulte. Bodashtart était le neveu de Tabnit et Amoashtart et monta sur le trône après la mort de Eshmunazar II, à l'âge de quatorze ans. Certains chercheurs mal identifiées Yatonmilk comme le père de Bodashtart; cela a été attaqué avec succès par plus tard épigraphistes.
|  |  |  |  |  |  |  |  |  |  |        |        |        |        |        |        |  |  |               |               |               |               |               |               |  |  | Eshmunazar I |            |            |            |            |            |  |  |  |  |  |  |  |  |  |  |            |            |            |            |            |            |  |  |  |  |  |  |  |  |  |  |  |  |
|  |  |  |  |  |  |  |  |  |  |        |        |        |        |        |        |  |  |               |               |               |               |               |               |  |  |              |            |            |            |            |            |  |  |  |  |  |  |  |  |  |  |            |            |            |            |            |            |  |  |  |  |  |  |  |  |  |  |  |  |
|  |  |  |  |  |  |  |  |  |  |        |        |        |        |        |        |  |  |               |               |               |               |               |               |  |  |              |            |            |            |            |            |  |  |  |  |  |  |  |  |  |  |            |            |            |            |            |            |  |  |  |  |  |  |  |  |  |  |  |  |
|  |  |  |  |  |  |  |  |  |  | Tabnit | Tabnit | Tabnit | Tabnit | Tabnit | Tabnit |  |  |               |               |               |               |               |               |  |  | Amoashtart   | Amoashtart | Amoashtart | Amoashtart | Amoashtart | Amoashtart |  |  |  |  |  |  |  |  |  |  | ?          | ?          | ?          | ?          | ?          | ?          |  |  |  |  |  |  |  |  |  |  |  |  |
|  |  |  |  |  |  |  |  |  |  | Tabnit | Tabnit | Tabnit | Tabnit | Tabnit | Tabnit |  |  |               |               |               |               |               |               |  |  | Amoashtart   | Amoashtart | Amoashtart | Amoashtart | Amoashtart | Amoashtart |  |  |  |  |  |  |  |  |  |  | ?          | ?          | ?          | ?          | ?          | ?          |  |  |  |  |  |  |  |  |  |  |  |  |
|  |  |  |  |  |  |  |  |  |  |        |        |        |        |        |        |  |  |               |               |               |               |               |               |  |  |              |            |            |            |            |            |  |  |  |  |  |  |  |  |  |  |            |            |            |            |            |            |  |  |  |  |  |  |  |  |  |  |  |  |
|  |  |  |  |  |  |  |  |  |  |        |        |        |        |        |        |  |  | Eshmunazar II | Eshmunazar II | Eshmunazar II | Eshmunazar II | Eshmunazar II | Eshmunazar II |  |  |              |            |            |            |            |            |  |  |  |  |  |  |  |  |  |  | Bodashtart | Bodashtart | Bodashtart | Bodashtart | Bodashtart | Bodashtart |  |  |  |  |  |  |  |  |  |  |  |  |
|  |  |  |  |  |  |  |  |  |  |        |        |        |        |        |        |  |  | Eshmunazar II | Eshmunazar II | Eshmunazar II | Eshmunazar II | Eshmunazar II | Eshmunazar II |  |  |              |            |            |            |            |            |  |  |  |  |  |  |  |  |  |  | Bodashtart | Bodashtart | Bodashtart | Bodashtart | Bodashtart | Bodashtart |  |  |  |  |  |  |  |  |  |  |  |  |
|  |  |  |  |  |  |  |  |  |  |        |        |        |        |        |        |  |  |               |               |               |               |               |               |  |  |              |            |            |            |            |            |  |  |  |  |  |  |  |  |  |  | Yatonmilk  |            |            |            |            |            |  |  |  |  |  |  |  |  |  |  |  |  |

## Remarques
1. ↑  1." Au mois de MP' dans l'année de son accession
2. à la royauté (lit. de son devenir roi), du roi Bod'ashtart
3. roi de Sidon, voici que le roi Bod'ashtart
4. roi de Sidon construisit ce SRN du pays
5. de la mer pour sa divinité Astarté ".
In English: 1.'In the on
2. ↑  Yatonmilk est appelé par Bodashtart BN ṢDQ, ce qui signifie «vrai fils» ou «fils pieux».[35]
3. ↑  mlk bdʿštrt mlk ṣdnm bn bn mlk ʾšmnʿzr mlk ṣdnm bṣdn ym šmm rmm ʾrṣ ršpm ṣdn mšl ʾš bn wṣdn šd ʾyt hbt z bn lʾly lʾšmn šd qdš  Je traduirais ce texte difficile de la façon suivante; j'ajoute des explications entre parenthèses: "Le roi Bodʿaštort, roi des Sidoniens, petit-fils du roi Esmunʿazor, roi des Sidoniens, (qui règne, ou: qui habitent) dans la Sidon maritime (c.-à-d. dans la plaine côtière, avec ses zones ou quartiers du) Ciel-Haut, Terre-des-Rešafim, Sidon (de résidence, ou: de propriété) Royale, (les quartiers) qui en font partie, ainsi que dans la Sidon continentale (à savoir, dans le territoire de montagne, qui allait jusqu'à l' Anti-Liban et la vallée du Jourdain) – ce temple-ci, il (l') a construit à son dieu Eshmun du Territoire Saint".[7]
4. ↑  Cf. : Eiselen 1907, p. 144; Eiselen & Ember 1926, p. 148 et Münnich 2013, p. 240 pour les autres traductions de KAI 15.
5. ↑  "1.... dans l’année sept  de son règne (litt. de son être roi) le roi Bod'ashtart
2. roi de Sidon petit-fils du roi Eshmun‘azor roi de Sidon /(3a)qui avait construit/ dans Sidon de la Mer,
3. Cieux élevés, Pays des Resheps, en outre, à Sidon des Champs voici qu'il construisit et fit le roi Bod'ashtart roi de Sidon ce/le (?) ... "[45]